# Isaac Ginsburg
Isaac Ginsburg (9 de agosto de 1886 - 2 de septiembre de 1975) fue un ictiólogo estadounidense nacido en Lituania.

## Biografía

### Juventud
Ginsburg nació en Lituania en 1886. Emigró a los Estados Unidos durante su infancia. Asistió a la Universidad Cornell, en Ithaca, Nueva York, donde estudió ictiología .

### Carrera y años posteriores
En 1917, Ginsburg trabajó como ayudante para la División de Pesca del Instituto Smithsoniano. Fue nombrado miembro de la Comisión de Peces de EE. UU. en 1922 y continuó trabajando allí durante toda su carrera. Manejó correspondencia sobre peces marinos y estudió muchas especies de peces y sus subdivisiones. De 1943 a 1944, también participó en trabajos de guerra relacionados con la coordinación de la pesca.
Ginsburg estaba interesado en estudiar los peces marinos del Golfo de México. Fue uno de los primeros ictiólogos en notar las sutiles diferencias entre los peces del golfo y los del sudeste de los Estados Unidos. Ginsburg tenía la intención de iniciar un gran proyecto dedicado al estudio de los peces del golfo, pero la mayor parte de su tiempo lo dedicó finalmente al trabajo de revisión que se requería. Ginsburg se retiró en 1956. Determinó que el pez espada debía considerarse kosher, ya que descubrió que tenía escamas microscópicas. Un cartel que atestiguaba este hecho estuvo colgado durante muchos años en el mercado de pescado de Citarella, en Manhattan. 
Se retiró en 1956 y falleció en 1975. 